# Berthez
Berthez é uma comuna francesa na região administrativa da Nova Aquitânia, no departamento da Gironda. Estende-se por uma área de 5,92 km². Em 2010 a comuna tinha 267 habitantes (densidade: 45,1 hab./km²).